# Uciechowice
Uciechowice (deutsch Auchwitz, tschechisch Utěchovice) ist ein Ort liegt in der Landgemeinde Branice im Powiat Głubczycki der Woiwodschaft Opole in Polen.

## Geographie
Das Angerdorf Uciechowice liegt zehn  Kilometer südöstlich von Branice, 24 Kilometer südlich von Głubczyce (Leobschütz) und 89 Kilometer südlich von Opole (Oppeln) in der Schlesischen Tiefebene (Schlesische Tiefebene). Zwei Kilometer westlich verläuft die Landesgrenze zu Tschechien.
Nachbarorte von Uciechowice sind im Nordwesten Turków (Turkau), im Nordosten Jabłonka (Klemstein), im Osten Pilszcz (Piltsch) und im Süden Wiechowice (Wehowitz).

## Geschichte

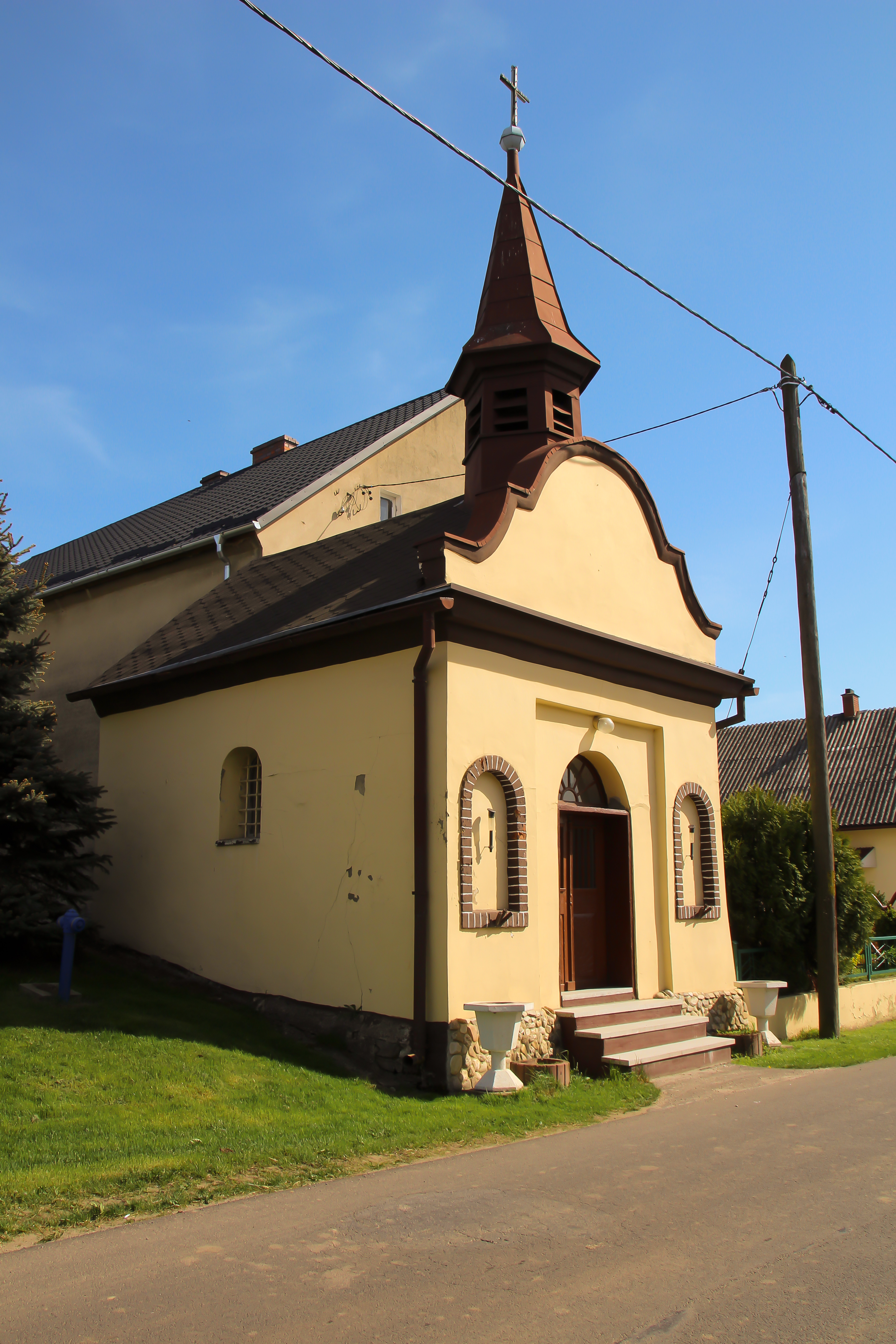
Kapelle

Der Ort wurde 1285 erstmals als Uchechowitz erwähnt. 377 wurde der Ort als Uczochowicz erwähnt. Der Ortsname leitet sich vom Personennamen Utjech  ab, der Sitz des Utjech.
Nach dem Ersten Schlesischen Krieg 1742 fiel Auchwitz mit dem größten Teil Schlesiens an Preußen.
Nach der Neuorganisation der Provinz Schlesien gehörte die Landgemeinde Auchwitz ab 1816 zum Landkreis Leobschütz im Regierungsbezirk Oppeln. 1845 bestanden im Dorf 49 Häuser. Im gleichen Jahr lebten in Auchwitz 295 Menschen, allesamt katholisch. 1860 wurde im Ort eine Schule eingerichtet. 1861 zählte Auchwitz 9 Bauer-, 6 Gärtner- sowie 20 Häuslerstellen. 1874 wurde der Amtsbezirk Auchwitz gegründet, welcher die Landgemeinden Auchwitz, Jacubowitz, Klemstein und Turkau umfasste.
Bei der Volksabstimmung in Oberschlesien am 20. März 1921 stimmten in Auchwitz 198 Personen für einen Verbleib bei Deutschland und 0 für Polen. Auchwitz verblieb wie der gesamte Stimmkreis Leobschütz beim Deutschen Reich. 1933 zählte der Ort 292, 1939 wiederum 287 Einwohner. Bis 1945 gehörte der Ort zum Landkreis Leobschütz.
1945 kam der bisher deutsche Ort unter polnische Verwaltung, wurde in Uciechowice umbenannt und der Woiwodschaft Schlesien angeschlossen. Im Sommer 1946 wurde die deutsche Bevölkerung des Ortes vertrieben. 1950 wurde Uciechowice der Woiwodschaft Oppeln zugeteilt. 1999 wurde es Teil des wiedergegründeten Powiat Głubczycki.

## Sehenswürdigkeiten

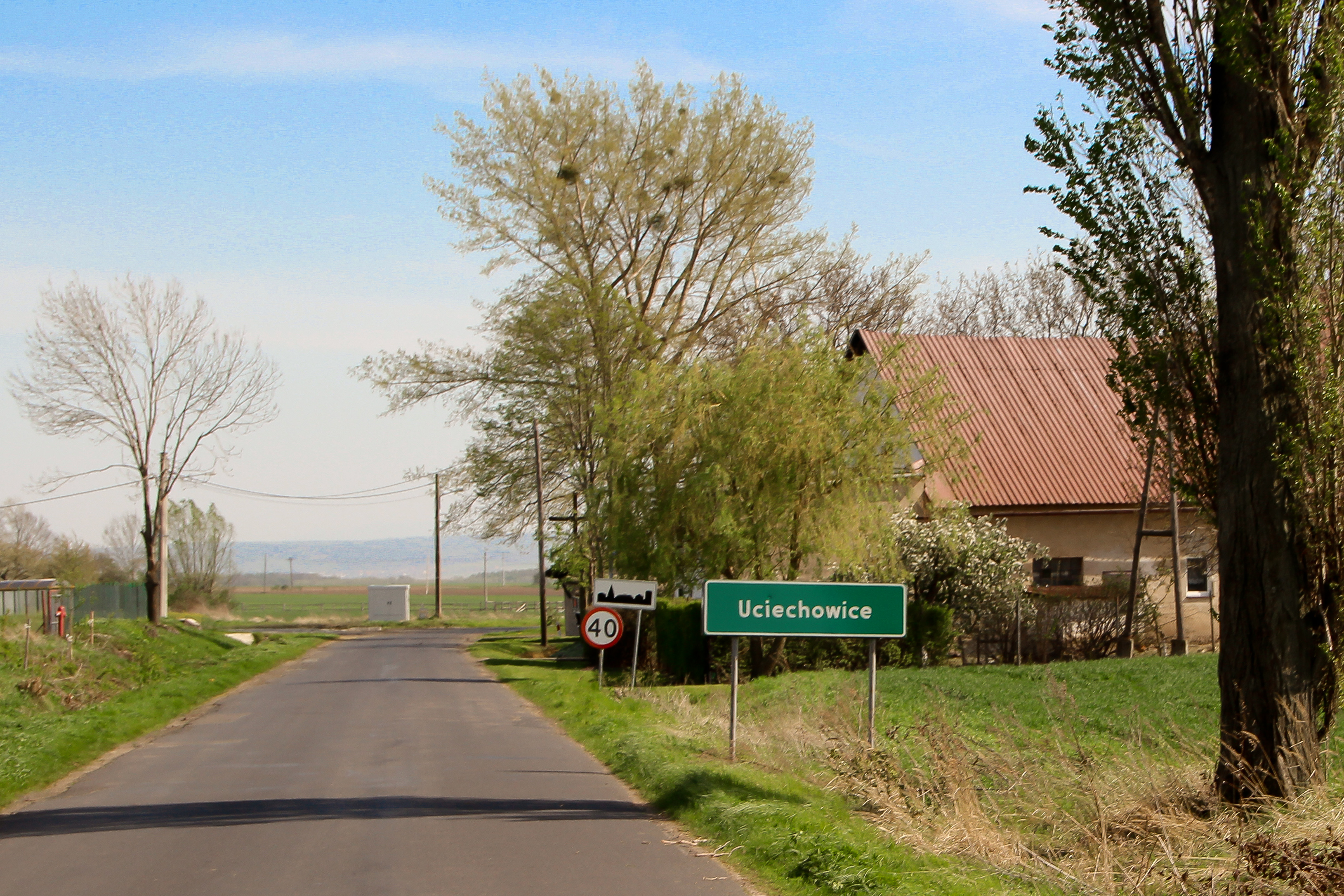
Ortseingang

- Kapelle mit Glockenturm und spitzem Helmdach
- Hölzerne Wegekreuze